# Schliemann (cráter)

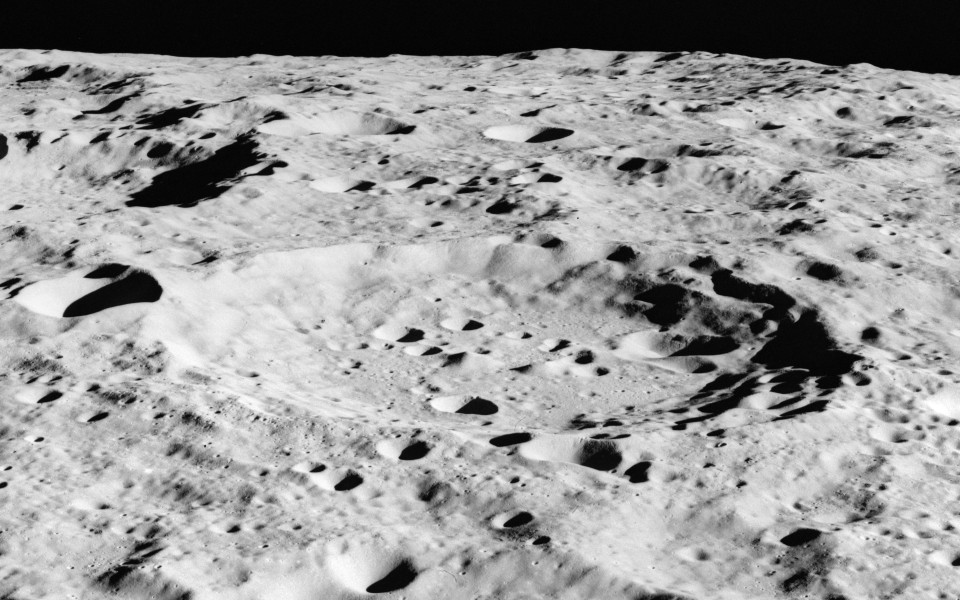
Fotografía de la misión Apolo 16

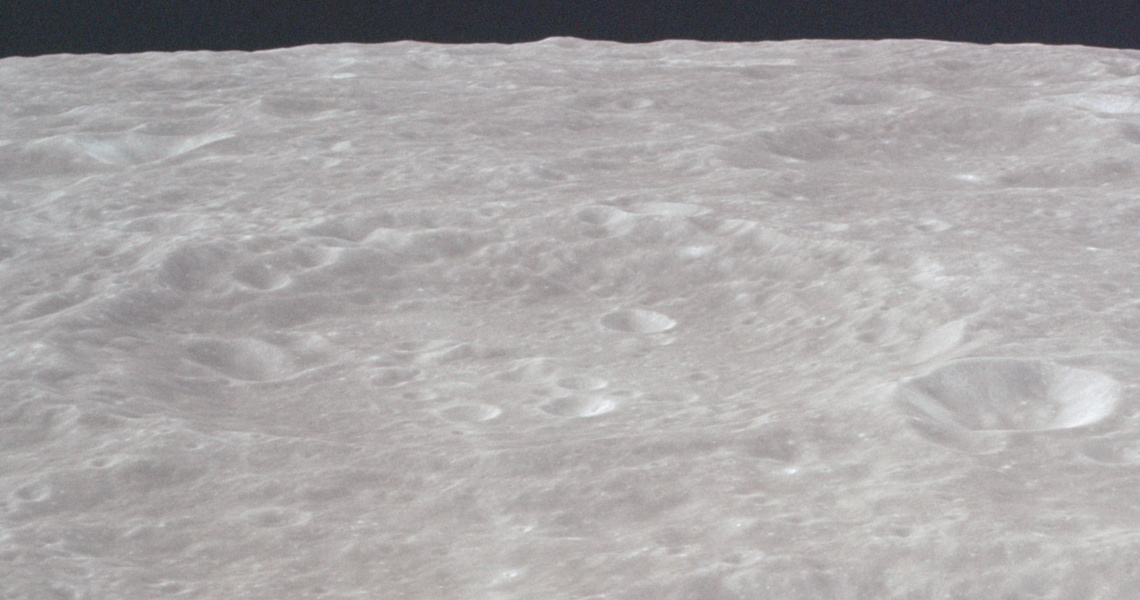
Foto oblicua desde el Apolo 17, mirando al norte

Schliemann es un cráter de impacto perteneciente a la cara oculta de la Luna. Se encuentra justo al noroeste del cráter un poco más grande Ventris, y al noreste del prominente Chaplygin. Más al noreste de Schliemann se encuentra el gran cráter Mandel'shtam.
|  |

Este cráter ha sufrido una erosión moderada por otros impactos, aunque no presenta cráteres significativos en el borde. El suelo interior está marcado por varios pequeños cráteres que forman un grupo de arcos en la mitad sur del cráter. También se localiza un pequeño cráter cerca de la pared interior norte.

## Cráteres satélite
Por convención estos elementos son identificados en los mapas lunares poniendo la letra en el lado del punto medio del cráter que está más cerca de Schliemann.
|            | \| Schliemann \| Coordenadas \| Diámetro \| \| ---------- \| ----------------------------- \| -------- \| \| A \| 1°12′N 155°24′E / 1.2, 155.4 \| 64 km \| \| B \| 2°06′N 156°12′E / 2.1, 156.2 \| 32 km \| \| G \| 2°24′S 156°48′E / -2.4, 156.8 \| 19 km \| \| T \| 2°00′S 152°48′E / -2.0, 152.8 \| 21 km \| \| W \| 0°12′N 152°24′E / 0.2, 152.4 \| 19 km \| |          |
| Schliemann | Coordenadas | Diámetro |
| A          | 1°12′N 155°24′E / 1.2, 155.4 | 64 km    |
| B          | 2°06′N 156°12′E / 2.1, 156.2 | 32 km    |
| G          | 2°24′S 156°48′E / -2.4, 156.8 | 19 km    |
| T          | 2°00′S 152°48′E / -2.0, 152.8 | 21 km    |
| W          | 0°12′N 152°24′E / 0.2, 152.4 | 19 km    |

## Referencias

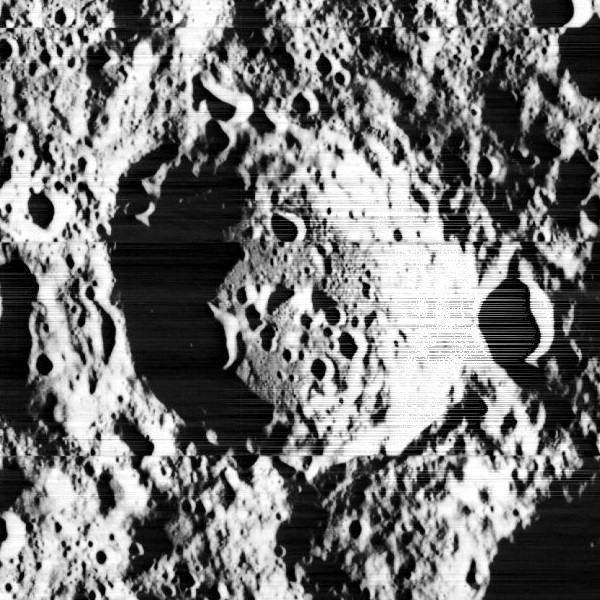
Imagen de la misión Lunar Orbiter 1